# Wang Cong’er
Wang Cong’er (ur. ok. 1777, zm. 1798) – przywódczyni Powstania Białego Lotosu, wymierzonego przeciwko mandżurskiej dynastii Qing.
Pochodziła z rodziny chłopskiej mieszkającej w Xiangyang. W młodości przyłączyła się do wędrownej grupy akrobatycznej, gdzie posiadła znajomość sztuk walki i fechtunku. Wyszła za mąż za Qi Lina (齊林), urzędnika yamenu w Xiangyang i członka tajnego Stowarzyszenia Białego Lotosu. Stowarzyszenie przygotowywało wówczas plan antyrządowego powstania, który został wykryty przez władze i doprowadził w 1796 roku do stracenia 112 spiskowców, w tym Qi Lina. Po egzekucji męża Wang Cong’er sama zorganizowała armię i stanęła na czele rebelii, która szybko rozlała się na pogranicze prowincji Syczuan, Hubei, Hunan i Shaanxi. Prowadzący wojnę podjazdową buntownicy zadawali ciężkie straty armii qingowskiej, w 1798 ponieśli jednak dotkliwą klęskę pod Huaishugou. Wang Cong’er z nielicznymi ocalałymi wycofała się w górzysty teren niedaleko Yunxi w Hubei. Tam zostali otoczeni przez wojska cesarskie na szczycie jednego ze wzniesień. Nie chcąc oddać się w ręce wroga Wang popełniła samobójstwo, rzucając się w przepaść.